# فلدمن ۳۶۵۸
سیارک ۳۶۵۸ (به انگلیسی: 3658 Feldman، نامگذاری:1982TR) سه هزار و ششصد و پنجاه و هشتمین سیارک کشف شده‌است که در ۱۳ اکتبر ۱۹۸۲ کشف شد.
قدر مطلق سیارک برابر ۱۳٫۸۰ است.